# Leo Rautins
Leo Rytis Rautins (nacido el 20 de marzo de 1960 en Toronto, Ontario) es un exjugador de baloncesto canadiense que disputó 2 temporadas de la NBA, además de hacerlo en diferentes ligas europeas. Con 2,03 metros de estatura, jugaba en la posición de alero. Fue entrenador de la selección de baloncesto de Canadá. Es el padre del también profesional Andy Rautins.

## Trayectoria deportiva

### Universidad
Comenzó su trayectoria universitaria con los Golden Gophers de la Universidad de Minnesota, donde en su único año promedió 8,3 puntos, 4,1 rebotes y 3,9 asistencias, siendo el segundo mejor pasador de la Big Ten Conference por detrás de Magic Johnson. Ese año fue incluido en el mejor quinteto de novatos de la conferencia.
Fue entonces transferido a la Universidad de Syracuse, donde pasó un año en blanco debido a la normativa de la NCAA. En su última temporada consiguió el primer triple-doble de la historia de la Big East Conference, el 1 de enero de 1983 ante Georgetown Hoyas, logrando 12 puntos, 13 rebotes y 10 asistencias. En el total de su carrera universitaria promedió 11,2 puntos, 5,7 rebotes y 4,7 asistencias.

### Profesional
Fue elegido en la decimoséptima posición del 1983 por Philadelphia 76ers, pero sus problemas físicos en la rodilla, de la que ya se resintió en su carrera universitaria, le impidieron triunfar. A lo largo de toda su carrera fue operado hasta 14 veces de la misma. Con los Sixers jugó únicamente en 28 partidos, en los que promedió 1,7 puntos y 1,0 asistencias. Al término de la temporada fue traspasado a Indiana Pacers a cambio de una tercera ronda del draft de 1987, siendo cortado a los pocos días, firmando entonces como agente libre con Atlanta Hawks. Solo duró un mes su aventura en Atlanta, jugando únicamente 12 minutos repartidos en 4 partidos en los que no anotó ni un solo punto.
Tras permanecer el resto de la temporada lesionado, al año siguiente viaja hasta Italia para fichar por el Banco di Roma de la Liga italiana, donde promedia 19,5 puntos y 5,3 rebotes, y ayuda a su equipo a conseguir la Copa Korac. Al año siguiente ficha por el Citrosil Verona donde conseguiría sus mejores números como profesional, al promediar 24,9 puntos por partido. Regresa a su país para probar con los New York Knicks, quienes finalmente deciden cortarlo, quedándose a jugar un año en la CBA con los La Crosse Catbirds. Al año siguiente regresa a Europa, firmando con el Pau Orthez de la liga francesa, donde únicamente puede disputar 6 partidos debido a las lesiones, en los que promedia 15,8 puntos y 5,0 asistencias.
En 1991 regresa de nuevo a la CBA, jugando una temporada con los Sioux Falls Skyforce, tras la cual ficha por el Mayoral Maristas de la Liga ACB, donde es cortado tras disputar 15 partidos, siendo contratado entonces por el Coren Orense, donde solo juega 5 encuentros más.  Tras una temporada más en el ASVEL Lyon-Villeurbanne, decide retirarse, tras caer de nuevo lesionado.

### Selección de Canadá
Tras haber sido el jugador más joven en debutar con la selección de Canadá, con tan solo 16 años, en 2005 accedió al puesto de seleccionador nacional, cargo que ocupó hasta 2011.

## Estadísticas de su carrera en la NBA

### Temporada regular
| Temporada | Edad | Equipo             | Liga | P  | TIT | MIN | TC  | TCA | %TC  | 3P  | 3PA | %3P | TL  | TLA | %TL  | R.OF. | R.DEF. | REB | ASIS | ROB | TAP | PER | FP  | PTS |
| 1983-84   | 23   | Philadelphia 76ers | NBA  | 28 | 3   | 7.0 | 0.8 | 2.1 | .362 | 0.0 | 0.0 |     | 0.2 | 0.4 | .600 | 0.3   | 0.9    | 1.2 | 1.0  | 0.3 | 0.1 | 0.7 | 1.1 | 1.7 |
| 1984-85   | 24   | Atlanta Hawks      | NBA  | 4  | 0   | 3.0 | 0.0 | 0.5 | .000 | 0.0 | 0.0 |     | 0.0 | 0.0 |      | 0.3   | 0.3    | 0.5 | 0.8  | 0.0 | 0.0 | 0.3 | 0.8 | 0.0 |
| Total     |      |                    | NBA  | 32 | 3   | 6.5 | 0.7 | 1.9 | .350 | 0.0 | 0.0 |     | 0.2 | 0.3 | .600 | 0.3   | 0.8    | 1.1 | 1.0  | 0.3 | 0.1 | 0.6 | 1.1 | 1.5 |

### Playoffs
| Temporada | Edad | Equipo             | Liga | P | MIN | TCA | TC | 3PA | 3P | TLA | TL | R.OF. | REB | ASIS | ROB | TAP | PER | FP | PTS | %TC  | %3P  | %FT | MIN | PTS | REB | AST |
| 1983-84   | 23   | Philadelphia 76ers | NBA  | 3 | 5   | 1   | 3  | 1   | 2  | 0   | 0  | 2     | 2   | 1    | 1   | 0   | 0   | 2  | 3   | .333 | .500 |     | 1.7 | 1.0 | 0.7 | 0.3 |
| Total     |      |                    | NBA  | 3 | 5   | 1   | 3  | 1   | 2  | 0   | 0  | 2     | 2   | 1    | 1   | 0   | 0   | 2  | 3   | .333 | .500 |     | 1.7 | 1.0 | 0.7 | 0.3 |